# 平保盛
平 保盛（たいら の やすもり）は、平安時代末期の武将。桓武平氏維衡流（伊勢平氏）、権大納言・平頼盛の庶長子。

## 経歴
後白河院政期前期の応保2年（1162年）叙爵し、翌長寛元年（1163年）右兵衛佐兼越前守に任官。その後も永万元年（1165年）従五位上、仁安3年（1168年） 正月に正五位下と昇進を重ねた。しかし、同年11月に後白河院の逆鱗に触れて、頼盛・保盛父子は突然解官されてしまう。これは頼盛父子が後白河院に従わず、高倉天皇の大嘗会における五節舞の奉仕や皇太后・平滋子の入内での保盛の行動が院の不興をかったためであった。 
翌嘉応2年（1170年）7月に還任されると、承安3年（1173年）従四位下、治承2年（1178年）従四位上、寿永元年（1182年）正四位下と昇進を続ける。しかし、既に同年代の従兄弟の通盛（平教盛嫡子）・経正（平経盛嫡子）は正四位下に昇進しており、庶長子であったためか、保盛は彼らの下とされていた。またこの間の、治承2年（1178年）中宮・平徳子の中宮亮に任ぜられている。
一族の当主・平清盛と父・頼盛との間には溝があり、寿永2年（1183年）7月の平家一門の都落ちには従わなかったが、8月になって頼盛や弟の光盛とともに解官された。翌寿永3年（1184年）本位に復すが、嫡子とされた光盛に比べると、その後の昇進もはかばかしくなかった。還任時は未だ五位であった光盛が源頼朝の庇護を受けて順調に昇進し、元久2年（1205年）には従三位に叙せられたのを横目に、保盛は正四位下のまま30年近く位階を据え置かれ、承元3年（1209年）にようやく従三位の叙位を受け公卿に列している。
承元4年（1210年）正三位に叙されるが、建暦元年（1211年）に出家した。 
保盛は九条家に仕えたとされ、九条家の家司であった藤原定家と親しかった。定家は保盛の子を養育していたこともあり、承久の乱で討たれた保盛の子保教を二人で偲んだこともあった。また寛喜2年（1230年）保盛の子の高頼は右兵衛佐に任官されるが、高頼はたびたび定家邸を訪問し、定家に公事の指南を受けていた。
寛喜3年（1231年）頃から保盛は病がちとなり、天福元年（1233年）定家邸を訪問した高頼は、定家に「厳父之病、危急云々、今年七十七云々」と語っている。以後、保盛の登場記事はなく、この年に亡くなったものと推定されている。なお、「今年七十七云々」より、保盛の生年は保元2年（1157年）と推定される。

## 官歴
注記のないものは『公卿補任』による。
- 応保2年（1162年） 10月9日：叙位（上西門院保元2年御給）
- 長寛元年（1163年） 正月24日：右兵衛佐兼越前守（父卿辞尾張守申任之）
- 永万元年（1165年） 正月5日：従五位上
- 仁安元年（1166年） 12月30日：兼尾張守、佐如元
- 仁安2年（1167年） 閏7月12日：昇殿
- 仁安3年（1168年） 正月11日：正五位下（縮佐労1年）。11月：解官
- 嘉応2年（1170年） 7月26日：還任右衛門権佐。12月5日：左衛門佐
- 承安3年（1173年） 正月21日：従四位下、佐如元
- 治承2年（1178年） 正月5日：従四位上（八条院御給）。12月30日：中宮亮（中宮・平徳子）
- 治承3年（1179年） 正月：辞佐
- 寿永元年（1182年） 12月23日：正四位下（大嘗会、八条院）
- 寿永2年（1183年） 8月6日：除名（平家の都落ち）
- 寿永3年（1184年） 日付不詳：復本位昇殿
- 承元3年（1209年） 正月5日：従三位
- 承元4年（1210年） 12月17日：正三位（男保教辞木工頭叙之）
- 建暦元年（1211年） 8月14日：出家
- 天福元年（1233年） 日付不詳：薨去か[8]

## 系譜
- 父：平頼盛（1133-1186）
- 母：藤原親通の娘
- 正室：藤原基光の娘
- 生母不明の子女
  - 男子：平高頼
  - 男子：平頼清（?-1266）
  - 男子：平保教